# Acheuléenkulturen

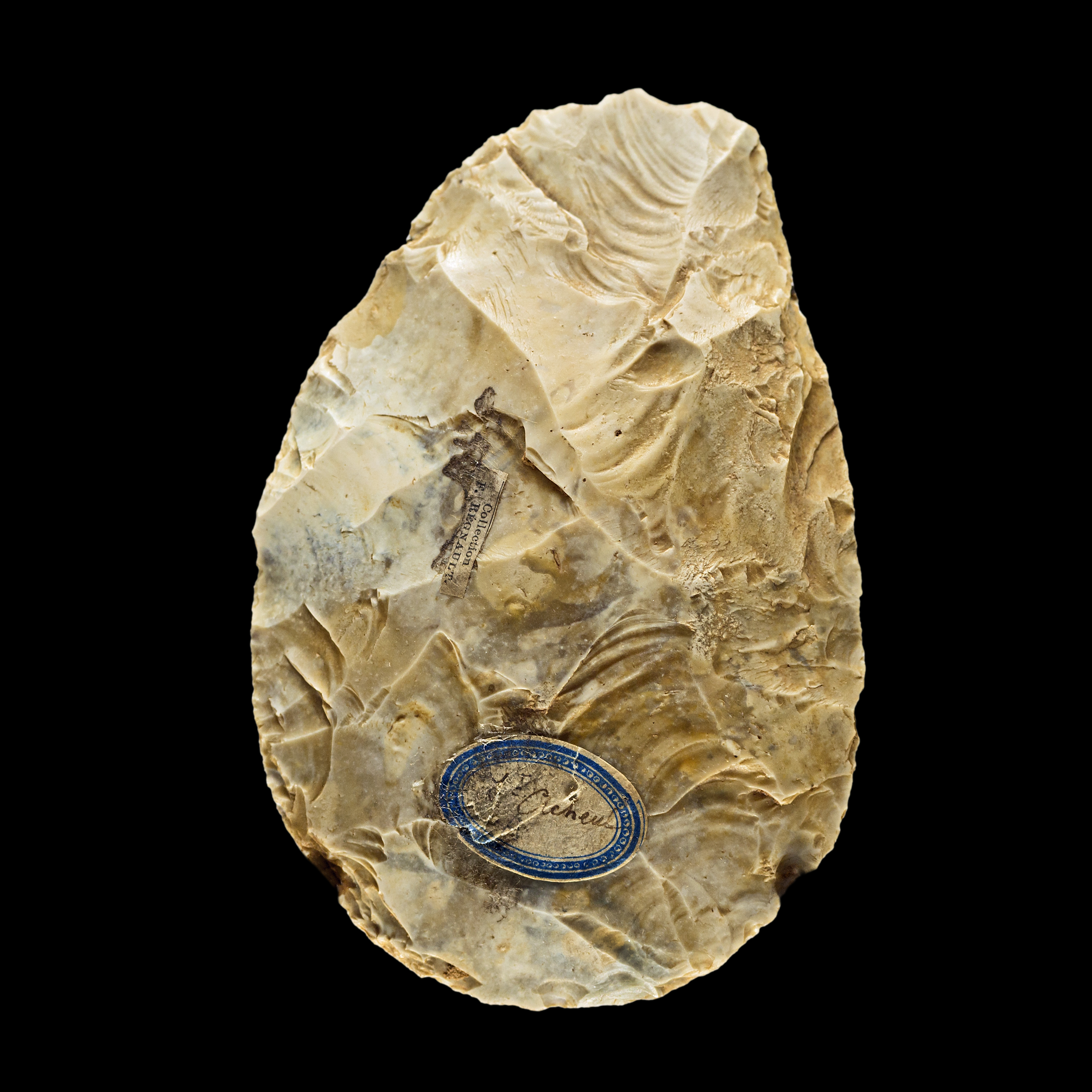
Biface (bearbetad på två sidor) från Saint Acheul

Acheuléenkulturen är en tidig paleolitisk kultur som uppkallades efter fyndplatsen Saint-Acheul vid Amiens i nordvästra Frankrike. Andra kända platser från Acheuléenkulturen finner man bland annat i Afrika och i Asien.
Huvuddelen av redskapsinventariet består av grovt huggna handkilar i olika utvecklingsstadier, av vilka de senare karakteriseras av en elegant ytbehandling som troligen åstadkommits med hjälp av en tryckstock av ben eller trä. Inom acheuléenkulturen utvecklas levalloistekniken som anses karakterisera den senare Moustérienkulturen.
Under slutet av perioden förekom små skivredskap, det vill säga redskap av sten som har en avspaltad skiva som utgångsmaterial. Den mest välbekanta fyndplatsen med fynd från acheuléenkultur torde vara Olduvai i Afrika där man funnit acheuléenföremål som är mer än 1 miljon år gamla. I Europa dateras acheuléenkulturen huvudsakligen till omkring 400 000–180 000 f.Kr.